# Alice (シナジー幾何学)
『Alice』（アリス）は、シナジー幾何学が制作し、1991年8月に東芝EMI株式会社から発売された日本初の本格的マルチメディアソフトウェア。同年の第6回AVAマルチメディアグランプリにおいて、通産大臣賞を受賞した。

## 解説
ルイス・キャロルの小説『不思議の国のアリス』および『鏡の国のアリス』の世界観を基に、金子國義が絵画を、加藤和彦がコンセプトとサウンドをそれぞれ提供し、庄野晴彦が全体の構成を担当し、MacroMind Directorにて製作された。金子國義は、それまでも矢川澄子訳版『不思議の国のアリス』などでルイス・キャロル作品の挿絵を描くなど、自身の作品のモチーフに採り上げており、この『Alice』には200点以上の絵画を提供し、海老料理の腕も披露、加藤和彦はこのソフトのために18のオリジナル・サウンドを創作したほか、ワインについてのコメントも提供し、庄野晴彦が絵画と音楽をレイアウトした。

## プレイ方法
『Alice』の世界観は金子のリビングルームをモデルにした「2つの現実の部屋」、ミュージアム「扉や回廊で立体的につながった各壁に絵の掛かる12の部屋」、そして「部屋を取り囲む外の世界」で構成されており、プレイヤーはリビングルームに隠れている白いウサギを探すことでミュージアムへ行くことができ、12の部屋の4つの壁に隠されている合計53枚のトランプを開いて外の世界へ通じる出口を見つけるロールプレイングゲームを行ないつつ、絵画や音楽を楽しむことができる。

### 12の部屋
12の部屋はトランプのスペード、ハート、ダイヤ、クラブのエリアに分類されている。それぞれの部屋の壁に隠されているトランプのうち4枚のキングと1枚のジョーカーにはラストルームに行くためのメッセージが記されている。
- スペード - 「エントランス」 「ダークルーム」 「アトリエ」
- ハート - 「レストラン」 「キッチン」 「ワインカーブ」
- ダイヤ - 「ティールーム」 「バー」 「カジノ」
- クラブ - 「ヘアサロン」 「フォトスタジオ」 「ラストルーム」

## パッケージ
書籍を模した箱にディスク1枚とトランプカードひと組、金子・加藤・庄野のサイン（複製）入りの封書が収められている。箱に書かれたタイトル『Alice』の上部にはMultimedia Softwareと記され、日本で作られたソフトでは初めてマルチメディアを宣言している。同じく下部に記された"I Can't Explain Myself"は、『不思議の国のアリス』中のアリスと芋虫の会話で"… because I'm not myself."と続く言葉である。また、上蓋の裏とディスクには金子によるイラストが描かれている。価格は税別28,000円。

### 廉価版
1993年にソフトのみの廉価版が発売された。タイトルは『Alice - An Interactive Museum』と改題され、パッケージはデジパック仕様の簡易なものになっている。価格は税別12,800円。

## ハイブリッド版
1994年にはWindows 3.1にも対応したハイブリッド版が発売された。価格は税別9,800円に引き下げられた。パッケージは、トールサイズの紙ケースにジュエルケースが入っており、その中にディスクと解説書が収納されたものとなっている。

## クレジッ ト
1994年発売のハイブリッド版に基づく。
- Story Developed by Hirokazu Nabekura
- Visual Design - Haruhiko Shono, Fumiko Eguchi, Minoru Kusakabe
- Card Text - Hirokazu Nabekura
- Menu Vignettes - Mutsuo Takahashi
- Special Thanks - Kishin Shinoyama, Mutsuo Takahashi, Yasukuni Iida
- Text Design - Isao Konaka
- Recording Engineer - Takeshi Tanaka
- Sound Effects - Makoto Sekikawa, Harumi Kato
- Computer Programming - Hideyuki Aida, Koji Katayama
- Photography - Yasuo Ichige, Isamu Ishige
- Stylist - Yoko Ohta
- Package Design - Isao Konaka, Junko Kubota
- Production Management - Yoshie Ikeda
- Production Assistant - Toshihiro Matsumura, Eri Osada
- Thanks also to

Yoshio Takarsudo, Kyoko Yamatsu, Shunji Yamada, Hanako Kaku, Scott Twite, Naomi Shiraishi, Takehiko Kuramochi, Takaho Inoue, Hiroyuki Miura, Tetsuko Ohta, JMPIA SHRIMP COMMITTEE, ing.C.Olivetti & C.,S.P.A.
- With the kind assistance of

Daisuke Kouyama, Jun Toritani, Manabu Kato, Takehide Nozaki, Norikazu Ishizu, Norimitsu Abe, Taishi Kimura, Takayuki Asano, Tomomitsu Natsuno
- Producers - Tohru Maeda, Masanori Awata
- Executive Producer - Takahiko Nagashima
- Production Company - SYNERGY,Inc
- Manufactured by TOSHIBA-EMI LIMITED